# Mormolyce phyllodes
Espèce
Mormolyce phyllodes ou scarabée violon ou carabe-violon, est une espèce de scarabées violons, que l'on trouve en Indonésie, en Malaisie, en Asie du Sud-Est.

## Description
Ce scarabée violon mesure de 6 à 9 cm. La forme de son corps évoque celle d'un violon ou d'une feuille morte. 
Sa forme générale aplatie, sa tête longue et étroite, ses élytres larges et aplaties lui permettent de se réfugier sous l'écorce des arbres et sous les champignons.
Il mange des larves d'insectes et d'escargots.